# La Justice sociale
Ne doit pas être confondu avec Justice sociale.
La Justice sociale est un hebdomadaire catholique bordelais fondé à Bordeaux par l'abbé Paul Naudet en 1893. Il fut l'un des principaux organes de la démocratie chrétienne jusqu'en 1908, date de son interdiction par Pie X.